# 1967-es norvég labdarúgó-bajnokság (első osztály)
Az 1967-es 1. divisjon volt a 23. alkalommal megrendezett, legmagasabb szintű labdarúgó-bajnokság Norvégiában.
A címvédő a Skeid volt. A szezont a Rosenborg csapata nyerte, a bajnokság történetében először.

## Tabella
| Hely. | Csapat           | M  | Gy | D | V  | G+ | G– | Gk  | P  | Továbbjutás vagy kiesés                                        |
| ----- | ---------------- | -- | -- | - | -- | -- | -- | --- | -- | -------------------------------------------------------------- |
| 1.    | Rosenborg (F, B) | 18 | 9  | 7 | 2  | 40 | 24 | +16 | 25 | A szezon bajnoka; kvalifikált a Bajnokcsapatok Európa-kupájába |
| 2.    | Skeid            | 18 | 10 | 2 | 6  | 42 | 26 | +16 | 22 | Kvalifikált a Vásárvárosok kupájába                            |
| 3.    | Lyn              | 18 | 9  | 3 | 6  | 39 | 30 | +9  | 21 | Kupagyőztes; kvalifikált a Kupagyőztesek Európa-kupájába       |
| 4.    | Frigg            | 18 | 8  | 4 | 6  | 22 | 22 | 0   | 20 |                                                                |
| 5.    | Vålerengen       | 18 | 7  | 4 | 7  | 27 | 33 | −6  | 18 |                                                                |
| 6.    | Fredrikstad      | 18 | 7  | 2 | 9  | 27 | 25 | +2  | 16 |                                                                |
| 7.    | Sarpsborg        | 18 | 5  | 6 | 7  | 18 | 24 | −6  | 16 |                                                                |
| 8.    | Strømsgodset (F) | 18 | 7  | 1 | 10 | 30 | 34 | −4  | 15 |                                                                |
| 9.    | Steinkjer (K)    | 18 | 5  | 5 | 8  | 21 | 31 | −10 | 15 | Kiesett a 2. divisjonbe                                        |
| 10.   | Odd (K)          | 18 | 5  | 2 | 11 | 18 | 35 | −17 | 12 | Kiesett a 2. divisjonbe                                        |

## Meccstáblázat
| Hazai \ Vendég | FRE | FRI | LYN | ODD | ROS | SRP | SKE | STE | STM | VÅL |
| -------------- | --- | --- | --- | --- | --- | --- | --- | --- | --- | --- |
| Fredrikstad    | —   | 1–2 | 1–1 | 2–1 | 2–2 | 0–2 | 2–1 | 0–1 | 4–0 | 2–3 |
| Frigg          | 2–1 | —   | 1–3 | 1–1 | 2–2 | 2–0 | 0–1 | 3–3 | 1–0 | 3–1 |
| Lyn            | 3–2 | 1–0 | —   | 1–2 | 4–0 | 2–1 | 5–3 | 0–0 | 3–2 | 1–2 |
| Odd            | 0–1 | 0–1 | 0–2 | —   | 1–1 | 0–1 | 2–1 | 2–0 | 3–1 | 2–3 |
| Rosenborg      | 2–1 | 0–0 | 2–0 | 6–0 | —   | 2–2 | 4–3 | 2–1 | 3–1 | 4–0 |
| Sarpsborg      | 0–3 | 1–2 | 0–0 | 3–0 | 1–0 | —   | 1–1 | 1–0 | 0–0 | 1–1 |
| Skeid          | 1–0 | 4–0 | 4–2 | 3–1 | 2–5 | 4–0 | —   | 1–0 | 4–0 | 4–1 |
| Steinkjer      | 2–0 | 1–0 | 2–8 | 1–2 | 1–1 | 2–2 | 0–4 | —   | 2–0 | 1–1 |
| Strømsgodset   | 2–3 | 1–0 | 4–1 | 4–1 | 0–1 | 4–2 | 3–1 | 4–2 | —   | 4–1 |
| Vålerengen     | 0–2 | 1–2 | 4–2 | 3–0 | 3–3 | 1–0 | 0–0 | 0–2 | 2–0 | —   |

## Statisztikák

### Gólkirály
- Odd Iversen (Rosenborg) – 17 gól